# Ronan Trémel
Ronan Trémel est un enseignant français et président de l'association Eostiñ Spered Ar Yezh (d).
Il est spécialisé dans l'enseignement du breton.

## Biographie

### Enfance et formation
Il apprend le français vers l'âge de cinq ans, lorsqu'il déménage avec ses parents à Paris.

### Carrière
Il enseigne le breton à l’université de Paris-VIII de 1974 à 1989 (entre 50 et 120 étudiants tous les ans), crée le du Département des Langues opprimées et minorisées, dirigé par l’Amérindien quechua Abdon Yaranga, regroupant diverses langues (breton, basque, catalan, occitan, berbère, tamoul, quechua, aymara, nahuatl), anime ou participe à des colloques et intervient à l’Unesco (1985) sur la situation du breton.
Il en appelle à l’ONU en 1987 et saisit la Commission des droits de l’Homme à Genève arguant du non-respect par l’État français du pacte international relatif aux droits civils et politiques (PIDCP).

### Cours de cornique
En 2009, il organise des cours de cornique.

### Eostiñ Spered ar Yezh, collectage du breton parlé
Il crée en 2002, l'association Eostiñ Spered Ar Yezh, qui organise des cours de breton et un travail de collectage du breton, avec les brittophones de naissance.
En 2012, il organise des cours de breton pour les débutants.
En 2023, Ronan Tremel est le président de l'association,,.